# 広東レパーズ
広東レパーズ (カントンレパーズ、簡体字中国語: 广东猎豹队)は、中華人民共和国広東省広州市を本拠地とする中国野球リーグのチーム。本拠球場は広東省広州　広東天河球場 (両翼97m、センター122m、観客席2000席)。
広島東洋カープと業務提携を結んでいる。そのためコーチの派遣や、ドミニカのカープアカデミーから選手が派遣されることがある。ここでプレーをして広島に進むドミニカ人選手もいる。逆に広東の選手が広島のキャンプに練習生として参加することもある。日本語では、広東レオパーズという表記もあるが、後述の通りレオパーズは誤用。

## 沿革
- 1995年 結成される。
- 2006年 初のプレーオフ進出を果たし、西南、華北地区2位の北京タイガースとのプレーオフを制して初の中国シリーズ出場を果たすも、天津に三連敗で敗れ準優勝。
- 2007年 この年も北京タイガースとのプレーオフを制し、中国シリーズ進出を果たす。昨年と同じ天津に1勝3敗で敗れ、2年連続2度目の準優勝。
- 2010年 地区制が廃止され、13勝5敗で2位になり中国シリーズ進出。北京タイガースを2連勝で下し、初優勝を果たす。
- それ以降一時低迷するも、華旦才譲や林梓強などの米国球界経験者や向朗、向鈺などの有望選手加入により、2024年以降は上位に食い込んでいる。

## 主な所属選手
投手
- 3  胡鋆
- 8  孫易聡
- 13  華旦才譲
- 15  伊健
- 18  林梓強
- 29  趙倫
- 32  陳高冰
- 34  余智豪
- 37  何鑫
- 88  曹正清
- 94  凡子恒

捕手
- 1  伊帥
- 6  汪駿
- 50  孟偉強
- 98  周奕

内野手
- 9  梁拯華
- 10  張艾奇
- 14  呉啓鋭
- 44  向朗
- 68  羅錦駿
- 89  卓文艺
- 93  江羽津

外野手
- 13  向鈺
- 16  朱家鋭
- 24  陳燕鵬
- 31  何銓豊
- 66  洛藏尖措
- 69  劉善政

## かつて在籍した選手
ドミニカ人選手はすべてカープアカデミーからの派遣。全員が何らかの形（練習生等）で広島に在籍経験がある。
投手
- アリスメンディ・クエージョ
- エスマイリン・カリダ
- エドウィン・ミナージャ
- ディオーニ・ソリアーノ
- トニー・ゴンザレス
- ベントゥーラ
- 任洞珪
- 卜濤
- 劉凱
- 王培
- 趙学林
- 陳俊毅
- 頼国鈞（兼任監督）
- 魯超

野手
- エスターリン・フランコ
- 王愛平
- 周育紅
- 張洪波
- 沈剛（兼任コーチ）
- 馮毅
- 賈徳龍
- 潘文彬
- 劉広標
- 林暁帆
- 馬輝利
- 那闖
- 斉擇